# Conducto deferente
Los conductos deferentes constituyen parte de la anatomía masculina de algunas especies, incluyendo la humana. Son un par de tubos rodeados de músculo liso, cada uno de 35-45 centímetros (cm) aproximadamente, que conectan el epidídimo con los conductos eyaculadores  intermediando el recorrido del semen entre estos.

## Anatomía
Los conductos deferentes se encuentran en el interior del cordón espermático. 
El cordón espermático es la estructura que pasa por el conducto inguinal masculino y, en su desarrollo embriológico como gubernáculo, hace que los testículos desciendan hacia una "bolsa" llamada escroto.
Además de tener en su interior al conducto deferente, posee múltiples estructuras neurovasculares.
El cordón espermático está compuesto por tres capas o fascias:
1. Fascia espermática externa: proveniente de la aponeurosis del músculo oblicuo externo.
2. Fascia cremastérica: proveniente de la aponeurosis del músculo oblicuo interno.
3. Fascia espermática interna: proveniente de la aponeurosis del músculo transverso del abdomen.

## Fisiología

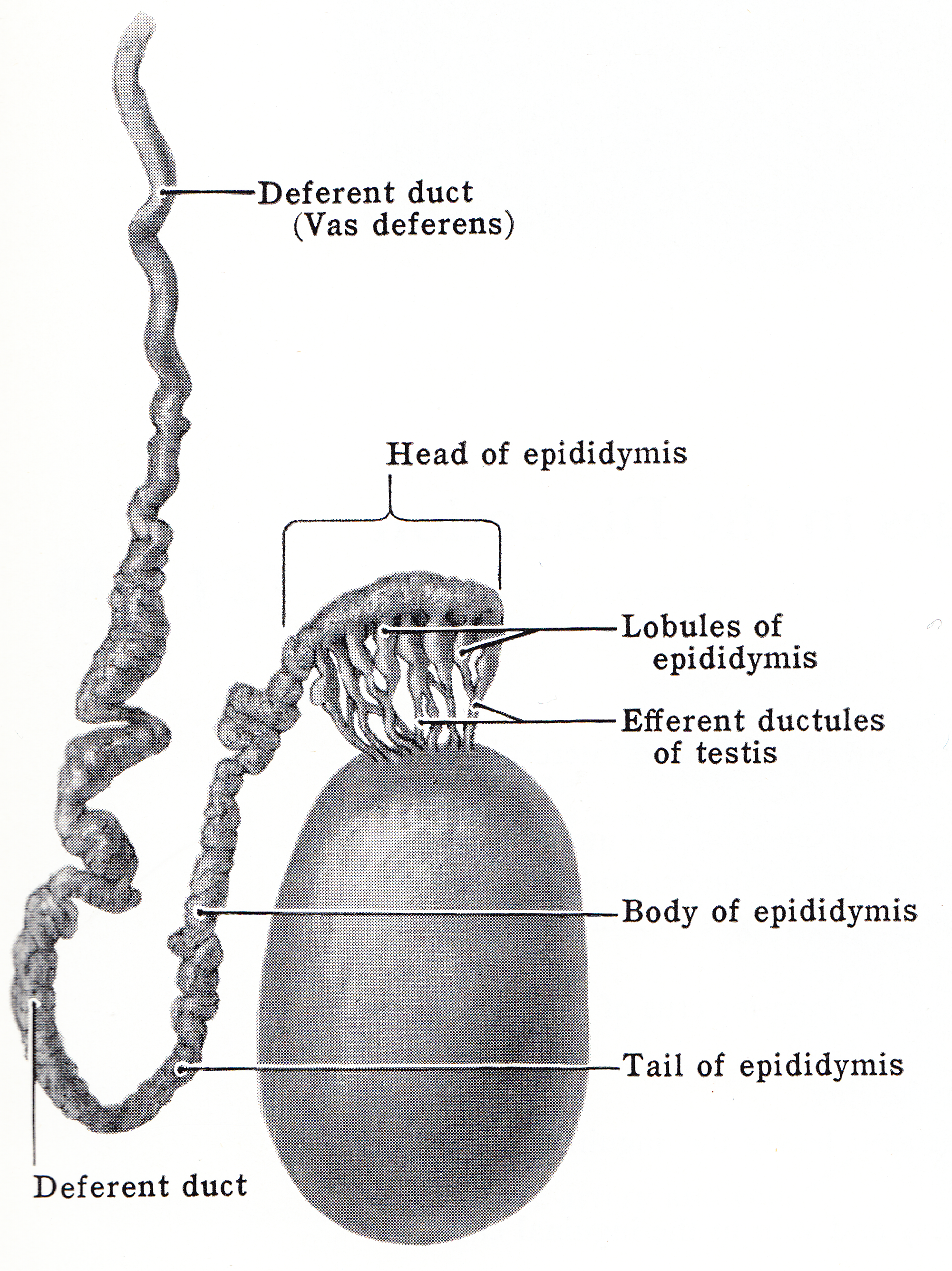
Conducto deferente = Deferent duct o vas deferens.

Estos tubos sirven para llevar los espermatozoides ya maduros a la uretra, donde se mezclarán con otros líquidos y saldrán al exterior (eyaculación).
Durante la eyaculación los tubos lisos se contraen, enviando el semen a los conductos eyaculatorios y luego a la uretra, desde donde es expulsado al exterior.

## Enfermedades
El cordón espermático puede no cerrarse o hacerlo de una forma incompleta en el desarrollo embriológico, ocasionando así "hidrocele", lo cual puede corregirse con el tiempo, pero a pesar de eso, representa un futuro riesgo de que ese niño en la etapa adulta forme una hernia indirecta (hernia lateral a los vasos epigástricos inferiores). 
La hernia directa por otro lado se desarrolla en el Triángulo de Hesselbach, ubicado medial a los vasos epigástricos, superior al ligamento inguinal y lateral al músculo recto del abdomen y al músculo piramidal.

## Vasectomía
La vasectomía es un método de anticoncepción mediante el cual se cortan los conductos deferentes.